# Gustaaf Deloor
Gustaaf Deloor (né le 24 juin 1913 à La Clinge et mort le 28 janvier 2002 à Malines) est un coureur cycliste belge, professionnel entre 1933 et 1939. En 1935 et 1936, il est le vainqueur des deux premières éditions du Tour d'Espagne. Lors du Tour d'Espagne 1936, il réalise le doublé avec son frère aîné Alfons, deuxième. Sa carrière est écourtée par la guerre civile espagnole et la Seconde Guerre mondiale. Surnommé « Gustavo » par la presse espagnole de l'époque, il combat dans l'armée belge contre les nazis, mais est capturé et emprisonné dans un stalag. Après la guerre, il émigre aux États-Unis et refait sa vie comme mécanicien, travaillant sur le programme Apollo qui allait mener la première mission habitée sur la Lune.

## Biographie
Gustaaf Deloor rivalise rapidement avec son frère Alfons, qui avait trois ans de plus. Il devient professionnel en septembre 1932, après avoir gagné le Tour des Flandres des indépendants et le Tour du Nord-Ouest du Brabant. Son année 1933 au sein de l'équipe Dilecta-Wolber est plus difficile, même s'il se classe quatrième du Grand Prix de l'Escaut et quinzième de Paris-Roubaix. Il montre ses qualités en 1934, où il est quatrième du Tour de Belgique et dixième du Tour de Catalogne.
Les triomphes les plus importants de sa carrière sont les Tours d'Espagne 1935 et 1936 (les deux premiers du nom), au cours desquels il remporte également six étapes. Dans ces deux premières éditions, le leader porte un maillot orange. L'édition de 1936 reste l'édition la plus longue, la course étant courue en 150 heures 7 minutes et 54 secondes. Elle se compose alors de 22 étapes avec une longueur totale de 4 407 kilomètres. Gustaaf termine premier et son frère aîné Alfons deuxième du classement général. L'édition 1950 est la seule dans laquelle ce fait s'est répété, avec deux frères qui occupent les deux premières places du classement (Emilio Rodríguez s'impose devant son frère Manuel Rodríguez). Il termine son année 1936 en se classant deuxième du Tour de Suisse et en remportant les Grands Prix de Poperinge et de Bâle.
C'est ainsi qu'en 1937, après ses deux victoires en terre ibérique et une deuxième place sur Liège-Bastogne-Liège, il décide de se présenter à la compétition phare : le Tour de France. Il se montre discret pour sa première participation, jusqu'à sa victoire d'étape à Aix-les-Bains (sixième étape). Il se classe finalement à la 16e place finale. 
1938 marque une nouvelle saison difficile dans sa carrière. Il fait un retour en 1939 où il retrouve la victoire lors du Grand Prix du 1er mai, puis il remporte le St-Nicolas-Waas et le Grand Prix de Rijkevorsel. L'arrivée de la guerre met fin à sa carrière alors qu'il n'a que 26 ans.
Il sert dans l'armée belge au fort d'Ében-Émael près de Maastricht, lorsque l'armée allemande envahit le fort le 10 mai 1940. Deloor et quelque 1 200 Belges y sont faits prisonniers. Au Stalag II-B, il travaille en cuisine grâce à un officier allemand qui s'intéresse au sport. Quand Deloor revient de la guerre, il retrouve sa maison pillée et décide de commencer une nouvelle vie aux États-Unis, en 1949. Après dix ans passés à New York, il s'installe à Los Angeles. Il perd sa première femme en 1966 mais se remarie. En 1980, il retourne en Belgique où il meurt en 2002.

## Palmarès

### Palmarès année par année
| - 1932 - Tour des Flandres des indépendants - Tour du Nord-Ouest du Brabant - 2e du Circuit du Sud - 1934 - Grote Prijs Dr. Eugeen Roggeman - 10e du Tour de Catalogne - 1935 - Tour d'Espagne : - Classement général - 3e, 11e et 14e étapes - 1re étape de Paris-Saint-Étienne - 3e du Circuit de Paris - 3e du Grand Prix de l'Escaut | - 1936 - Tour d'Espagne : - Classement général - 2e, 4e et 6e étapes - 2e du Tour de Suisse - 8e de Paris-Nice - 8e de Paris-Bruxelles - 1937 - 6e étape du Tour de France - 2e de Liège-Bastogne-Liège - 3e des Drie Zustersteden - 1939 - Grand Prix du 1er mai |  |

### Résultats sur les grands tours

#### Tour de France
1 participation
- 1937 : 16e, vainqueur de la 6e étape

#### Tour d'Espagne
2 participations 
- 1935 :  Vainqueur du classement général, vainqueur des 3e, 11e et 14e étapes,  maillot orange pendant 12 jours
- 1936 :  Vainqueur du classement général, vainqueur des 2e, 4e et 6e étapes,  maillot orange pendant 20 jours